# Combs-la-Ville
Combs-la-Ville é uma comuna francesa, situada no departamento Seine-et-Marne e na região da Île-de-France.
Os habitantes são chamados Combs-la-Villais.

## Comunas limítrofes
As comunas limítrofes são:
- no Norte: Varennes-Jarcy
- no leste: Évry-Grégy-sur-Yerres
- no oeste: Quincy-sous-Sénart
- no Sul: Lieusaint et Moissy-Cramayel
- Villemeneux e Brie-Comte-Robert

## Transportes
A Estação de Combs-la-Ville - Quincy foi inaugurada no dia de 12 de Agosto de 1849, reconstruída em 1981.